# Parsons (Schiff)
Die USS Parsons (DD-949/DDG-33) war ein im Oktober 1959 in Dienst gestellter Zerstörer der United States Navy. Das Schiff gehörte der Forrest-Sherman-Klasse an und kam unter anderem während des Vietnamkriegs zum Einsatz. Nach einem Umbau bildete die Parsons ab 1967 gemeinsam mit drei Schwesterschiffen die Decatur-Klasse. Das Schiff wurde im November 1982 ausgemustert und der Reserveflotte zugeteilt. 1989 erfolgte die Versenkung als Zielschiff.

## Geschichte
Die Parsons wurde am 17. Juni 1957 in der Werft von Ingalls Shipbuilding auf Kiel gelegt und lief am 17. August 1957 vom Stapel. Die Indienststellung des Schiffes erfolgte am 29. Oktober 1959 unter dem Kommando von Captain W. R. Loomis.
Nach Testfahrten gehörte die Parsons ab Februar 1960 der United States First Fleet an, ab Oktober folgten Übungseinsätze mit der United States Seventh Fleet. Am 6. Oktober 1961 traf das Schiff für Verbesserungsarbeiten in der Long Beach Naval Shipyard ein. Nach Rückkehr in den Dienst folgten ab Januar 1962 Übungen an der Küste Kaliforniens, nun wieder als Teil der First Fleet. Im November 1963 diente die Parsons als Geleitschiff für die Flugzeugträger Midway und Hancock.
Im Januar 1966 wurde das Schiff als eines von vier Einheiten ihrer Klasse ausgewählt, welche als Raketenzerstörer die neue Decatur-Klasse bilden sollten. Die anderen drei Zerstörer waren die namensgebende Decatur sowie John Paul Jones und Somers. Die erneute Indienststellung der Parsons unter der neuen Kennung DDG-33 erfolgte am 3. November 1967. Sie gehörte fortan der United States Pacific Fleet an.
Direkt nach der Ernennung zum Flaggschiff der Destroyer Squadron 31 im September 1968 wurde die Parsons zum Einsatz in Vietnam abgezogen. Sie diente unter anderem als Geleitschiff für Flugzeugträger in der Yankee Station und als Trainingsschiff. Zudem besuchte der Zerstörer während seiner Stationierung in Vietnam mehrere Länder und ankerte hierbei unter anderem in Kaohsiung, Hongkong und Singapur.
Von Dezember 1971 bis Dezember 1972 stand die Parsons erneut vor Vietnam im Einsatz. Sie gab hierbei Feuerunterstützung bei Einsätzen des I Corps und des IV Corps sowie für die United States Marine Corps. Zudem beteiligte sich das Schiff an Such- und Rettungseinsätzen für US-Truppen im Golf von Tonkin und stand wurde erneut als Geleit für Flugzeugträger genutzt.
Am 19. November 1982 erfolgte die Außerdienststellung der 23 Jahre alten Parsons und die Überstellung zur Reserveflotte. Nach der Streichung aus dem Naval Vessel Register am 1. Dezember folgte am 25. April 1989 die Versenkung des Zerstörers als Zielschiff.